# Miss A
Miss A (кор. 미쓰 에이) — південнокорейсько-китайський жіночий гурт, заснований лейблом JYP Entertainment у 2010 році. Назва гурту означає «Міс Азія» і позначає вищий рівень А. Гурт складався з чотирьох учасниць: Фей, Джіа, Мін та Сюзі. Офіційний дебют відбувся у липні 2010 року з синглом Bad Girl Good Girl. 27 грудня 2017 року було оголошено про офіційне розформування гурту.

## Кар'єра

### Ранні починання в Китаї
Спочатку група складалася з п'яти дівчат, яких JYP об'єднав в 2010 році. Під час стажування дівчата вирушили в Китай, де з'явилися на кількох музичних шоу і представили себе китайській публіці. Позаяк у групи не було офіційної назви, в Китаї їх почали називати JYP Sisters (укр. Сестри JYP) та «Китайські Wonder Girls». Однак склад групи все одно пройшов через деякі зміни: пішло дві учасниці, включаючи Лім, яка пізніше була прийнята в Wonder Girls.
У березні 2010 року 15-річна Сюзі була прийнята в групу і тріо назвали «Miss A». До початку кар'єри Сюзі працювала моделлю для онлайн-магазину. Свої перші офіційні промоушени колектив розпочав в Китаї з підписання контракту із Samsung Electronics. Спеціально для реклами компанії випустили пісню «Love Again», і представили на Samsung Beat Festival. У відеокліпі на пісню також з'явилася співачка Лі Мін Ен. У шостому класі вона пройшла прослуховування і полетіла в США, де проходила стажування протягом шести років. 2008 року повернулася в Корею, щоб продовжити свою діяльність. Під час проживання в Нью-Йорку вона вчилася в Repertory Company High School. Пізніше було оголошено, що вона також приєднається до групи для їх південнокорейського дебюту в квітні.

### 2010—11: Дебют,A Classта дебют в Китаї
Офіційний дебют Miss A в Південній Кореї відбувся 1 липня з виходом синглу «Bad Girl Good Girl». Пісня була взята з їх дебютного альбому A Class. Група посіла перше місце на шоу Music Bank, ставши дівочої групою з найшвидшим № 1 в музичній програмі. Група також посіла перше місце на Inkigayo. 1 серпня колектив здобув свою першу нагороду від M! Countdown. Пісня протрималася на першому місці чотири тижні, тим самим побивши рекорд Girls 'Generation.

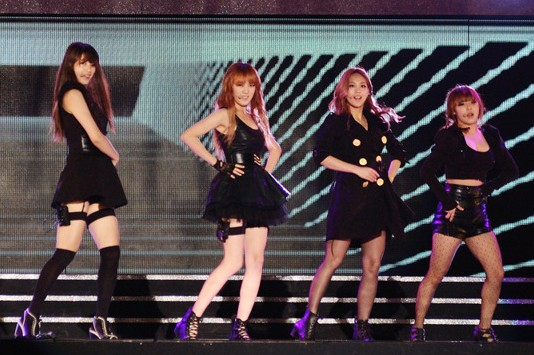
Miss A під час Hallyu Dream Concert, жовтень 2011 року

26 вересня група зробила несподіване повернення з синглом «Step Up». Вони також проводили промоушен «Breathe» як лід-синглу з їхнього альбому і показали «екзотичну і лялькову трансформацію» що повністю відрізнялося від їхнього дебютного мініальбому. 7 жовтня відбулося перший виступ на M! Countdown. Miss A зайняли перше місце на цьому телешоу в останній тиждень жовтня.
У травні 2011 року вийшов сингл «Love Alone». Пісня була використана для льодового шоу Кім Йон А, і була виконана на відкритті «All That Skate Spring 2011».
18 липня вийшов дебютний повноформатний альбом A Class. Він складався з попередніх хітів групи, а також включав у себе чотири нових треки (серед них новий сингл «Good Bye Baby»). Всього в альбомі 13 пісень. Промоушен «Good Bye Baby» розпочався 21 липня на M! Countdown, і продовжився на Music Bank, The Show і Inkigayo, де група всюди здобула перемоги.
30 вересня відбувся дебют Miss A в Китаї (вийшло спеціальне видання їхнього альбому з DVD-версією і китайськими версіями синглів). Після випуску платівка посіла 3 місце в G-Music Chart.

### 2012—13:Touch,Independent Woman Part IIIтаHush

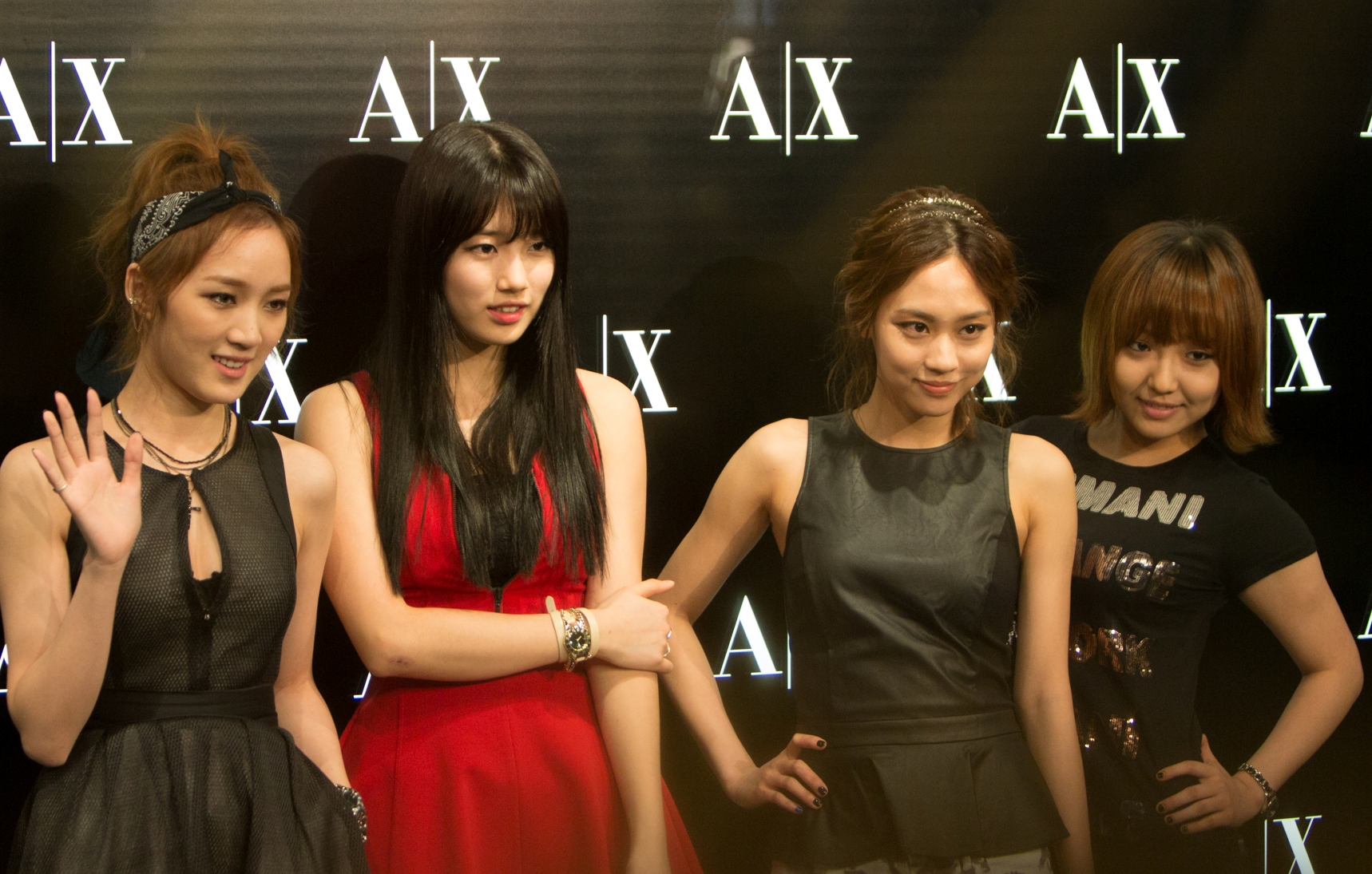
Miss A в Сінгапурі, лютий 2013 року

20 лютого 2012 року світ побачив мініальбом Touch. За день до цього — 19 лютого було опубліковано відео на однойменну композицію, яке перевищило 1 мільйон переглядів за добу. Промоушен почався 23 лютого на M! Countdown. 29 лютого група здобула перемогу на Show Champion. 1 березня дівчат також чекала перемога на M! Countdown, 4 березня — на Inkigayo, а 7 березня — на Music On Top.
22 березня був представлений відеокліп на китайську версію «Touch». 23 березня відбулася прем'єра китайської версії альбому в Гонконзі і Тайвані. Альбом складався з китайської і корейської версій «Touch» разом з DVD-версією з кліпами. Відразу після релізу «Touch» злетів на вершини китайських чартів. На останньому тижні промоушена група також представила пісню «Over U».
15 жовтня відбувся реліз мініальбому Independent Woman Part III. 16 жовтня Miss A потрапили в автомобільну аварію. Дівчата були доставлені в лікарню і пробули там кілька годин. 18 жовтня в них почався промоушен «I Do not Need a Man».
29 жовтня 2013 року вийшов другий повноформатний альбом Hush. Промоушен почався 7 листопада і закінчився 8 грудня. В цей період група виступила на кількох музичних шоу і здобула перемоги на них. Пізніше менеджмент групи перейшов в руки JYP Entertainment (раніше менеджментом займався підлейбл «AQ Entertainment»).

### 2015—17: Colors, вихід з групи Джії та Мін, розформування
30 березня 2015 року вийшов третій мініальбом Colors, головним синглом якого стала композиція «Only You». Через рік стало відомо про те, що Джіа покинула агентство по закінченню терміну контракту. 8 листопада 2017 року JYP повідомили про те, що Мін покинула групу. 27 грудня було оголошено про офіційне розформування групи, Фей і Сюзі продовжують сольну кар'єру.

## Учасниці
- Фей (кор. 페이, при народженні Ван Фейфей)
- Джіа (кор. 지아, при народженні Мен Цзя)
- Мін (кор. 민, при народженні Лі Мін-Йон)
- Сюзі (кор. 수지, при народженні Пе Су Чі)

## Дискографія

### Студійні альбоми
- A Class (2011)
- Hush (2013)

### Мініальбоми
- Touch (2012)
- Independent Woman Part III (2012)

- Colors (2015)

## Фільмографія

### Драма
| Рік  | Назва        | Примітка           |
| ---- | ------------ | ------------------ |
| 2012 | Dream High 2 | Камео в 15 епізоді |

### Інші шоу
| Рік  | Назва       | Платформа      | Примітки |
| ---- | ----------- | -------------- | -------- |
| 2015 | Real Miss A | YouTube, Naver | Ведучі   |

## Нагороди
| Рік  | Нагорода                     | Номінація                                     | Номінант / Робота    | Прим.  |
| ---- | ---------------------------- | --------------------------------------------- | -------------------- | ------ |
| 2010 | Cyworld Digital Music Awards | Новачок місяця (Липень)                       | «Bad Girl Good Girl» | [ 31 ] |
| 2010 | Cyworld Digital Music Awards | Пісня місяця (Липень)                         | «Bad Girl Good Girl» | [ 32 ] |
| 2010 | M.net Asian Music Awards     | Жіноча премія новачка                         | Miss A               | [ 33 ] |
| 2010 | M.net Asian Music Awards     | Найкращий жіночий танець                      | «Bad Girl Good Girl» | [ 33 ] |
| 2010 | M.net Asian Music Awards     | Пісня року                                    | «Bad Girl Good Girl» | [ 33 ] |
| 2010 | 25th Golden Disk Awards      | Digital Music Bonsang                         | «Bad Girl Good Girl» | [ 34 ] |
| 2010 | 2nd Melon Music Awards       | MBC + Star Award                              | Miss A               | [ 35 ] |
| 2011 | 20th Seoul Music Awards      | Премія Bonsang                                | «Bad Girl Good Girl» | [ 36 ] |
| 2011 | Gaon Chart Awards            | Найкращі цифрові продажі                      | «Bad Girl Good Girl» |        |
| 2011 | 8th Korean Music Awards      | Найкраща танцювальна та електронна композиція | «Bad Girl Good Girl» | [ 37 ] |